# I3
i3 é um gerenciador de janelas tiling projetado para X11, inspirado no wmii, e escrito em C. Ele suporta ladrilhos (tiling), empilhamento(stacking) e layouts em abas (tabbing), que trata de forma dinâmica. A configuração é realizada através de um arquivo de texto sem formatação e estender o i3 é possível usando o seu soquete de domínio Unix e JSON com interface base IPC de muitas linguagens de programação.
Como o wmii, i3 usa um sistema de controle muito semelhante ao vi. Por padrão, a janela de foco é controlado pelo 'Mod1' (tecla Alt/Win key) e as teclas de mão direita (Mod1+J,K,L,;), enquanto que o movimento de janelas é controlado pela adição da tecla Shift (Mod1+Shift+J,K,L,;).
Sway é uma bifurcação do i3 com a intenção de proporcionar um "substituto" para o i3 no Wayland.

## Metas do projeto
- Possuir código bem-escrito e documentado e incentivar a colaboração de usuários.
- Usa XCB em vez de Xlib.
- Implementa recursos multi-monitor corretamente, de modo que cada área de trabalho é atribuída a um ecrã virtual, e adições e remoções de monitores não são destrutivas de janelas.
- Implementar diferentes modos, semelhante aos editores de texto vi e emacs. Isto é, as teclas têm funções diferentes, dependendo do modo que o gerenciador de janela está.
- Utiliza uma árvore como a abstração (e estrutura de dados subjacente) para a gestão de janelas.
- Implementar codificação de caracteres UTF-8.

## Comparado a outros gerenciadores de janela
- A configuração é feita através de um arquivo de texto, de modo que i3 pode ser personalizado sem conhecimento de programação.
- Ao contrário de outros popular gestores de janelas como dwm, awesome, e xmonad, o gerenciamento de janelas é deixado para o usuário no i3. Janelas são colocadas dentro de contêineres, que podem ser divididos verticalmente ou horizontalmente. Eles também podem, opcionalmente, ser redimensionados. Há também opções para o empilhamento (stacking) de janelas, bem como tabulação (tabbing) deles (semelhante à interface que os navegadores da web usam agora).

## Janelas pop-up flutuantes
Apesar do i3 ser um gerenciador de janelas lado a lado, janelas específicas, tais como pop-ups de senhas não são apresentados como novas telhas (tiles) por padrão: elas são empilhadas em frente às janelas lado a lado. Estas janelas flutuantes podem ser movidas e redimensionadas livremente, assim como nos populares ambientes de desktop como o GNOME ou KDE.
Janelas flutuantes destinam-se a ser usadas apenas para janelas pop-up de acordo com os desenvolvedores do i3.